# Miguel Ángel Félix Gallardo
Miguel Ángel Félix Gallardo (Culiacán, Sinaloa, 29 d'abril de 1946) és un narcotraficant mexicà, conegut com el Cap de caps o el Padrí, al segle XX es va convertir en el tsar de la cocaïna a Mèxic i va fundar el primer càrtel de Guadalajara. Va arribar a controlar tot el tràfic il·legal de drogues cap als Estats Units.

## Biografia
Va néixer a Bellavista (Comissaria de Culiacancito), a les rodalies de Culiacán, Sinaloa. Es va formar com a agent de la desapareguda Policia Judicial Federal i després va treballar com a guardaespatlles del llavors governador, Leopoldo Sánchez Celis. Temps després, va formar un grup criminal anomenat Càrtel de Guadalajara juntament amb el Rafael Car Quintero, Ernesto Fonseca Carrillo, entre d'altres, pel contraban de marihuana i opi cap als Estats Units. Va ser el primer càrtel a establir vincles amb càrtels de Colòmbia a la dècada de 1980.
Es creu que el seu protector polític era el seu padrí, l'ex governador de Sinaloa, Leopoldo Sánchez Celis. Finalment, es va associar amb en Pablo Emilio Escobar Gaviria i Gonzalo Rodríguez Gacha a Colòmbia, per mitjà del narcotraficant hondureny Ramón Matta Ballesteros qui va proposar que el Càrtel de Guadalajara els ajudés a traslladar la droga així: "Colòmbia-Mèxic-Estats Units". Félix Gallardo també va ser padrí del fill del governador, Rodolfo. Es creu que aquesta relació va portar al segrest, tortura i assassinat del fill del governador per part d'Héctor Luis Palma Salazar (El Güero Palma) i Joaquín Guzmán Loera (El Chapo Guzmán).
Miguel Ángel Félix Gallardo va ser detingut i acusat el 8 d'abril de 1989 per autoritats de Mèxic i Estats Units pels càrrecs de tràfic de drogues i altres delictes. Estant a la presó, va seguir sent un dels principals traficants de Mèxic, donava ordres a la seva organització a través de telèfon mòbil, fins que va ser traslladat a una presó de màxima seguretat. En aquest moment, la seva organització es va dividir en dues fraccions: el Càrtel de Tijuana, els germans Arellano Félix i el Càrtel de Sinaloa, dirigit pels exlloctinents; Héctor Luis Palma Salazar, Adrián Gómez González i Joaquín Guzmán Loera.
La vida de Félix Gallardo va fer un gran tomb quan la seva filla menor, la María Elvira, va tenir una relació amb un nebot, l'Héctor Luis Palma Salazar i ambdues famílies es van emparentar i així acabaren amb l'enemistat d'anys enrere.

## Presó
Va ser detingut el dissabte 8 d'abril de 1989. Mentre va estar lliure es creu que va ser el narcotraficant més poderós, és oncle de Sandra Avila Beltran àlies «La Reina del Pacífic», encara que ell afirma no conèixer-la i existeixen rumors que també és oncle dels germans, Arellano Félix, fundadors del Càrtel de Tijuana, la qual cosa ha estat desmentit per ell i pel mateix Benjamín Arellano. No obstant això, hi ha informació que indica que aquesta confusió es deu al fet que Félix Gallardo és cosí d'Alicia Félix Zazueta, mare dels Arellano Félix. Avui dia es troba al penal d'alta seguretat del Altiplano, a Almoloya de Juárez, Estat de Mèxic.

## En la cultura popular
Al 2010, a la sèrie colombiana El cartel és interpretat per l'actor mexicà Guillermo Quintanilla amb l'àlies del Golf qui manté una disputa amb Juan B. Guillén, àlies El Pilot (Amado Carrillo), per la venda de cocaïna i per les aliances amb els productors colombians. Ha tingut referències en altres sèries, tals com "El Chapo" produïda per Netflix.
Al 2018, té protagonisme en la sèrie produïda per Netflix, Narcos: Mexico, Interpretat per l'actor Diego Luna.